# Acidodontium integrifolium
Acidodontium integrifolium là một loài rêu trong họ Bryaceae. Loài này được Broth. & Thér. mô tả khoa học đầu tiên năm 1929.